# Nueva Generación (Guerrero)
Nueva Generación es una localidad del estado mexicano de Guerrero. Es parte del municipio de Acapulco de Juárez.

## Demografía
| Censo | Población |
| ----- | --------- |
| 2000  | 214       |
| 2010  | 1 023     |
| 2020  | 1 012     |